# Gårdavägen
Gårdavägen är en gata i Gårda i Göteborg. I Adresskalendern 1906-22 (där gatunamn i Gårda inte är medtagna) betecknar Gårdavägen istället vägen till Gårda, det vill säga nuvarande Levgrensvägen. Gårdavägen bekräftades 1923.
Namnet kommer från hemmanet Gårda, som från och med 1900 var namnet på ett municipalsamhälle, sedan 1923 stadsdel i Göteborg. Namnet Gårda tillkom förr också en fastighet utanför stadsdelen som i senare tid benämnts Stora Gårda. Det påträffas tidigast 1550 och utgör en böjningsform av ordet "gård".